# Ken Coates
Pour les articles homonymes, voir Coates.
Ken Coates (né le 16 septembre 1930 et mort le 27 juin 2010), est un homme politique et un écrivain britannique.

## Biographie
Il est d'abord mineur dans une mine de charbon, avant de devenir professeur d'université à Nottingham.
Il écrit de nombreux livres sur la pauvreté, le chômage, le socialisme, la paix et le désarmement, la démocratie et les Droits de l'Homme.
Son livre Le cas de Nicolas Boukharine a servi de base à une campagne de réhabilitation du leader bolchévik exécuté lors des purges staliniennes.

## Rôle politique
Il joue un rôle de dirigeant dans l'European Nuclear Disarmament et dans la Fondation Bertrand Russel pour la Paix.
Il est député européen de 1989 à 1999. Il est durant 5 ans le président de la sous-commission aux Droits de l'Homme et rapporteur de la commission sur l'emploi.
Il est le président de la Fondation Bertrand Russell et dirige la publication de son journal, The Spokesman (en).
Il est l'une des trois personnalités, avec l'Israélienne Nurit Peled et la Palestinienne Leila Shahid,  qui ont lancé le Tribunal Russell sur la Palestine le 4 mars 2009.
Il meurt le 27 juin 2010.

#### Œuvres
- The Crisis of British Socialism, Spokesman Books 1971
- British Labour and the Russian Revolution, mai 1974
- Beyond Wage Slavery, avril 1977
- The Case of Nikolai Bukharin, 1978
- Beyond the Bulldozer avec Richard Silburn), janvier 1980
- Poverty: The Forgotten Englishmen,  (ISBN 978-0-85124-375-7), Spokesman Books 1983
- The Blair Revelation (avec Michael Barratt Brown), septembre 1996
- Alternative Labour List for Welfare, novembre 1998
- Confessions of a terrorist,  (ISBN 978-0-85124-678-9), Spokesman Books 2003
- Appointment in Cordoba: Defending Peace & Human Rights (avec Bahig Nassar, Seymour Melman, et John Rynn), mars 2003
- Empire no more,  (ISBN 978-0-85124-694-9), Spokesman Books 2004
- Essays on Industrial Democracy, Spokesman Books
- From Tom Paine To Guantanamo,  (ISBN 978-0-85124-702-1), Spokesman Books 2004
- Apocalypse Soon (avec Naomi Klein, Tony Bunyan, et John Humphreys), juin 2005
- Arctic Front: Defending Canada in the Far North, novembre 2008